# Ingvar Wixell
Karl Gustaf Ingvar Wixell (Luleå, 7 maggio 1931 – Malmö, 8 ottobre 2011) è stato un baritono svedese, in attività tra la metà degli anni cinquanta e i primi anni del XXI secolo e considerato uno dei più grandi cantanti lirici del paese scandinavo del XX secolo.
Fu per oltre un trentennio primo baritono della Deutsche Oper di Berlino.

Calcò inoltre i palcoscenici della Metropolitan Opera di New York, della Royal Opera House di Covent Garden (Londra), della San Francisco Opera, del Teatro alla Scala di Milano, ecc.
Nel corso della sua carriera, si esibì, tra l'altro, nel Rigoletto, nel Falstaff, nella Tosca, ne Il barbiere di Siviglia, nel Simon Boccanegra, ne Le nozze di Figaro, ne Il flauto magico, ecc. ed ebbe come suoi partner, tra l'altro, Luciano Pavarotti, Montserrat Caballé, José Carreras, Renata Scotto, Joan Sutherland, Fiorenza Cossotto, Maria Chiara, ecc. e i connazionali Kerstin Meyer, Elisabeth Söderström, Barbro Ericson, Margareta Hallin, Erik Sædén, Ragnar Ulfung, ecc.
È stato, per un certo periodo, il marito del soprano Busk Margit Jonsson.

## Biografia
Ingvar Wixell nacque a Luleå, nella provincia di Norrbotten (Svezia nord-orientale), il 7 maggio 1931.
Cresciuto in una famiglia di musicofili, iniziò ad esibirsi cantando in un coro amatoriale e suonando il violino in un'orchestra della sua città. Nel frattempo, lavorò per diversi anni in un ufficio.
Una volta completati gli studi, fece il proprio debutto ufficiale sulle scene il 6 febbraio 1955, interpretando, alla Royal Swedish Academy of Music di Stoccolma, il ruolo di Papageno nel Flauto magico di Wolfgang Amadeus Mozart.
Nel 1959 partecipò ad una trasferta della Royal Opera all'Edinburgh International Festival come Christian (Silvano) in Un ballo in maschera con Birgit Nilsson, il conte di Ceprano in Rigoletto diretto da Fausto Cleva con Nicolai Gedda ed il Second Workman in Wozzeck.
Nel 1960, entrò a far parte della compagnia lirica della Deutsche Oper di Berlino Ovest, di cui, nel 1967, divenne primo baritono.
Nel 1962 interpretò Guglielmo in Così fan tutte con John Pritchard (direttore d'orchestra) e Reri Grist a Glyndebourne Festival Opera.
Nel 1965 vinse il Melodifestivalen e rappresentò la sua nazione all'Eurovision Song Contest a Napoli.
Nel 1966 interpretò Il Conte di Almaviva ne Le nozze di Figaro diretto da Karl Böhm con la Grist, Walter Berry, Edith Mathis ed i Wiener Philharmoniker al Festival di Salisburgo dove nel 1968 ricoprì la parte Don Pizarro in Fidelio diretto da Böhm con Hans Hotter, James King (tenore), Christa Ludwig e la Mathis.
Nel 1967 debuttò negli Stati Uniti come sergente Belcore ne L'elisir d'amore diretto da Giuseppe Patanè con Alfredo Kraus, la Grist e Sesto Bruscantini al San Francisco Opera dove nello stesso anno fu Valentin in Faust con Kraus e Nicolai Ghiaurov, Marcello ne La bohème con Luciano Pavarotti e Mirella Freni e Held in The Visitation di Gunther Schuller diretto dal compositore.
Abbandonò le scene nel 2003, esibendosi per l'ultima volta nell'Ariadne auf Naxos di Richard Strauss al Teatro dell'Opera di Malmö..
Mori' nella sua casa di Malmö sabato 8 ottobre 2011, all'età di 80 anni, dopo una breve malattia.

## Repertorio
| Ruolo                                | Titolo                  | Autore      |
| ------------------------------------ | ----------------------- | ----------- |
| Pizarro                              | Fidelio                 | Beethoven   |
| Escamillo                            | Carmen                  | Bizet       |
| Eugene Onegin                        | Eugene Onegin           | Čajkovskij  |
| Belcore                              | L'elisir d'amore        | Donizetti   |
| Don Alfonso d'Este                   | Lucrezia Borgia         | Donizetti   |
| Tonio/Taddeo                         | Pagliacci               | Leoncavallo |
| Allazim                              | Zaide                   | Mozart      |
| Conte d'Almaviva                     | Le nozze di Figaro      | Mozart      |
| Don Giovanni                         | Don Giovanni            | Mozart      |
| Guglielmo                            | Così fan tutte          | Mozart      |
| Papageno                             | Die Zauberflöte         | Mozart      |
| Marcello                             | La bohème               | Puccini     |
| Barone Scarpia                       | Tosca                   | Puccini     |
| Sharpless                            | Madama Butterfly        | Puccini     |
| Michele                              | Il tabarro              | Puccini     |
| Ping                                 | Turandot                | Puccini     |
| Figaro                               | Il barbiere di Siviglia | Rossini     |
| Il maestro di musica                 | Ariadne auf Naxos       | Strauss     |
| Mandryka                             | Arabella                | Strauss     |
| Cavalier Belfiore                    | Un giorno di regno      | Verdi       |
| Ezio                                 | Attila                  | Verdi       |
| Conte di Ceprano Monterone Rigoletto | Rigoletto               | Verdi       |
| Conte di Luna                        | Il trovatore            | Verdi       |
| Giorgio Germont                      | La traviata             | Verdi       |
| Simon Boccanegra                     | Simon Boccanegra        | Verdi       |
| Renato Silvano                       | Un ballo in maschera    | Verdi       |
| Don Carlo di Vargas                  | La forza del destino    | Verdi       |
| Amonasro                             | Aida                    | Verdi       |
| Ford Sir John Falstaff               | Falstaff                | Verdi       |
| L'araldo del re                      | Lohengrin               | Wagner      |

## Discografia parziale

### Incisioni[11][12]
| Anno | Titolo Ruolo                          | Cast                                               | Direttore         | Etichetta |
| ---- | ------------------------------------- | -------------------------------------------------- | ----------------- | --------- |
| 1970 | Le nozze di Figaro Conte d'Almaviva   | Wladimiro Ganzarolli, Mirella Freni, Jessye Norman | Colin Davis       | Philips   |
| 1972 | Don Giovanni                          | Martina Arroyo, Kiri Te Kanawa, Mirella Freni      | Colin Davis       | Philips   |
| 1973 | Un giorno di regno Cavaliere Belfiore | Fiorenza Cossotto, José Carreras, Jessye Norman    | Lamberto Gardelli | Philips   |
| 1975 | Zaide Allazim                         | Edith Mathis, Peter Schreier, Werner Hollweg       | Bernhard Klee     | Philips   |
| 1976 | L'elisir d'amore Belcore              | Plácido Domingo, Ileana Cotrubaș, Geraint Evans    | John Pritchard    | CBS       |
|      | Pagliacci Tonio                       | Luciano Pavarotti, Mirella Freni                   | Giuseppe Patanè   | Decca     |
|      | Tosca Barone Scarpia                  | Montserrat Caballé, José Carreras                  | Colin Davis       | Philips   |
|      | Il trovatore Conte di Luna            | Luciano Pavarotti, Joan Sutherland, Marilyn Horne  | Richard Bonynge   | Decca     |
| 1977 | Il tabarro Michele                    | Placido Domingo, Renata Scotto                     | Lorin Maazel      | CBS       |
|      | Madama Butterfly Sharpless            | Renata Scotto, Placido Domingo, Gillian Knight     | Lorin Maazel      | CBS       |
| 1978 | Un ballo in maschera Renato           | José Carreras, Montserrat Caballé, Patricia Payne  | Colin Davis       | Philips   |
|      | La bohème Marcello                    | José Carreras, Katia Ricciarelli, Robert Lloyd     | Colin Davis       | Philips   |
|      | Lucrezia Borgia Don Alfonso d'Este    | Joan Sutherland, Giacomo Aragall, Marilyn Horne    | Richard Bonynge   | Decca     |

#### Film Opera
- 1983: Rigoletto - Regia di Jean-Pierre Ponnelle, direttore Riccardo Chailly con Luciano Pavarotti ed Edita Gruberová per la Decca/Unitel

## Onorificenze
- 1970 Berliner Kammersänger
- 1979 Croce al merito della Repubblica Federale Tedesca